# Historia social del cómic
Historia social del cómic es un ensayo de Terenci Moix sobre la historieta, segunda edición de Los cómics, arte para el consumo y formas pop de 1968, revisada según notas del propio autor y publicada de forma póstuma en 2007 en el sello Bruguera de Ediciones B.
Fue, en origen, el segundo libro sobre el cómic producido en España, tras "Tebeo y cultura de masas" (1966) de Luis Gasca, apuntándose así a la corriente reivindicativa del medio que se daba entonces en España. Sus capítulos séptimo y octavo, en los que Terenci Moix acuñó la expresión "Escuela Bruguera", se consideran básicos para el estudio de la historieta cómica de posguerra.